# Nemoria ozalea
Nemoria ozalea là một loài bướm đêm trong họ Geometridae.